# La Cadière-d'Azur
La Cadière-d'Azur là một xã thuộc tỉnh Var trong vùng Provence-Alpes-Côte d’Azur, Pháp. Xã này có diện tích 37,42 km², dân số năm 2006 là 5039 người. Xã này nằm ở khu vực có độ cao trung bình 144 mét trên mực nước biển.

## Biến động dân số
| 1962                                         | 1968  | 1975  | 1982  | 1990  | 1999  | 2006  |
| -------------------------------------------- | ----- | ----- | ----- | ----- | ----- | ----- |
| 1 587                                        | 1 589 | 2 044 | 2 410 | 3 139 | 4 239 | 5 039 |
| Số liệu từ năm 1962, dân số không tính trùng |       |       |       |       |       |       |